# 泡盛

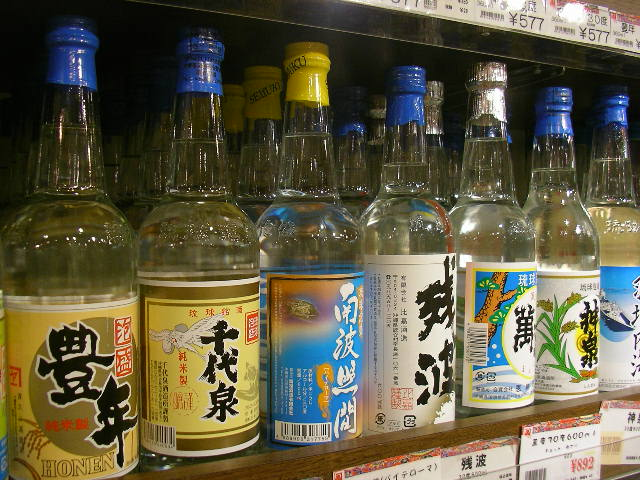
店に並ぶさまざまな銘柄の泡盛

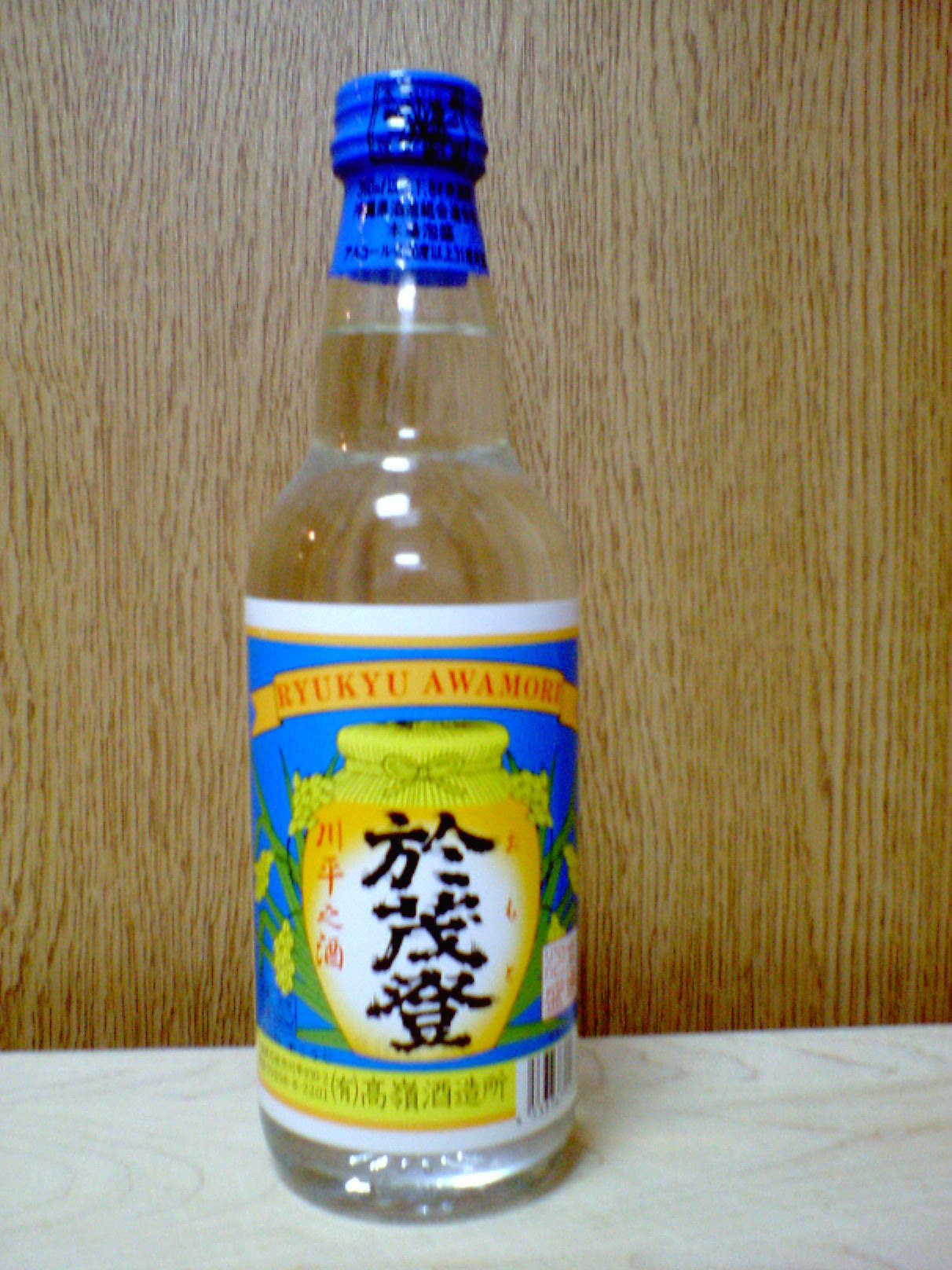
石垣島の泡盛

泡盛（あわもり）は、日本の琉球諸島で造られる蒸留酒である。
米を原料として、黒麹菌（アワモリコウジカビ）を用いた米麹である黒麹によってデンプンを糖化し、酵母でアルコール発酵させたもろみを単式蒸留器で蒸留して製造する。酒税法上は、単式蒸留焼酎（旧焼酎乙類）または原料用アルコール（「花酒」参照）に分類される。3年以上貯蔵したものは古酒（クース）と呼ばれる。

## 名称

### 名称の変遷
琉球では泡盛のことを伝統的に「サキ」と呼んでいた。1720年に清の冊封副使として来琉した徐葆光は、その滞在記録『中山伝信録』で琉球の酒を「サキ」と記している。19世紀に琉球を訪れた欧米の船舶の記録でも、泡盛は「サキ」と表記されており、この名称は長らく一般的なものであった。
「泡盛」という名称は、江戸時代前期の1671年に琉球王国中山王から徳川将軍家への献上品目録に「泡盛酒」と見えるのが最初である。これに先立って、1660年の島津光久から江戸幕府第4代将軍徳川家綱への献上品の中にも「泡盛」と記された例がある。それ以前にも献上は行われていたが、「琉球酒」「焼酒」「焼酎」といった名称が使われていた。島津氏を藩主とする薩摩藩は、1609年の琉球侵攻により琉球王国を附庸国としており江戸幕府（徳川将軍家）への献上は薩摩藩を通じて行われていた。薩摩藩では琉球から伝わった蒸留技術を用いた焼酎づくりが盛んになったが、そのような焼酎も「泡盛」と呼ばれることがあった一方、琉球産の酒も「泡盛」「琉球酒」「焼酎」「焼酒」等と様々に呼ばれていたものが、元禄年間（1688年 - 1704年）頃に琉球産の酒については「泡盛」という名が定着し、「焼酎」と明確に区別されるようになったと考えられている。
太平洋戦争における日本の降伏を経た沖縄の本土復帰後、泡盛は焼酎乙類に分類された。酒類表示に「泡盛」を使用することはできなかったが、1983年に「当該品目の名称以外に一般に慣熟した呼称があるものとして大蔵省令で定める酒類」として例外的に「泡盛」の表示が認められるようになった。また、同年、『泡盛の表示に関する公正競争規約』が作成され、沖縄県産の泡盛には「本場泡盛」の表示が認められた。1995年6月には、「琉球」が国税庁長官が指定した酒類の地理的表示（GI）として認められ、2004年には、国税庁の『地理的表示に関する表示基準』と『地理的表示に関する表示基準第2項に規定する国税庁長官が指定するぶどう酒、蒸留酒又は清酒の産地を定める件』が公示されて、沖縄県産の泡盛には「琉球泡盛」の表示が用いられるようになった。「琉球泡盛」は2006年12月に地域団体商標の登録も受けている。
沖縄県内では「島酒」（しまざけ、しまざき）とも呼称される。「シマーグヮー」や「シマー」という略称は、泡盛が不人気であった時代には蔑称として用いられたが、現在は親しみを込めた愛称として認識されている。

### 名称の由来
「泡盛」の名の由来には諸説があるが、よく語られるのが、蒸留の際、導管から垂れてくる泡盛が受壷に落ちる時、泡が盛り上がる状態を見て「泡盛る」となり、転じて「泡盛」となったという説である。実際、琉球では蒸留した酒を茶碗に入れて泡立たせ、徐々に水で薄めて泡が立たなくなるまでそれを繰り返すことによってアルコール度数を決定していた時期がある（現在はアルコール分1%を越えるものが酒）。これは、蒸留酒に含まれる高級アルコールなどの起泡性成分の含量がアルコール度数に比例することによる。沖縄の歴史家東恩納寛惇はこの説を採っている。文書の上では、1762年に薩摩に向かう途中で台風に遭い、土佐国（現在の高知県）に漂着した楷船に乗っていた琉球の官吏から土佐藩が聞き書きした『大島筆記』に、「泡盛とは、焼酎の中、至て宜きは蒸して落る露微細なる泡、盛り高になる。それを上とする故也と云えり。」との記述がある。
一方、伊波普猷は、「もり」は酒を意味する古語であり、タイ米が使われるようになる前は米と粟（アワ）とを原料としたことから、「粟もり」が転じて「泡盛」になったとする。島津重豪の命により編纂された『成形図説』（1804年頃）も粟に由来するとの説を採る。『臨海水土志』にも「粟（あわ）を以て酒を為り」のように、アワでみきを造っていたことによるとの説が見える。
この他に、献上品を指すアワモラチによるという説、サンスクリット語の酒を意味する「アワムリから来ているとする説などがある。

## 製法と分類

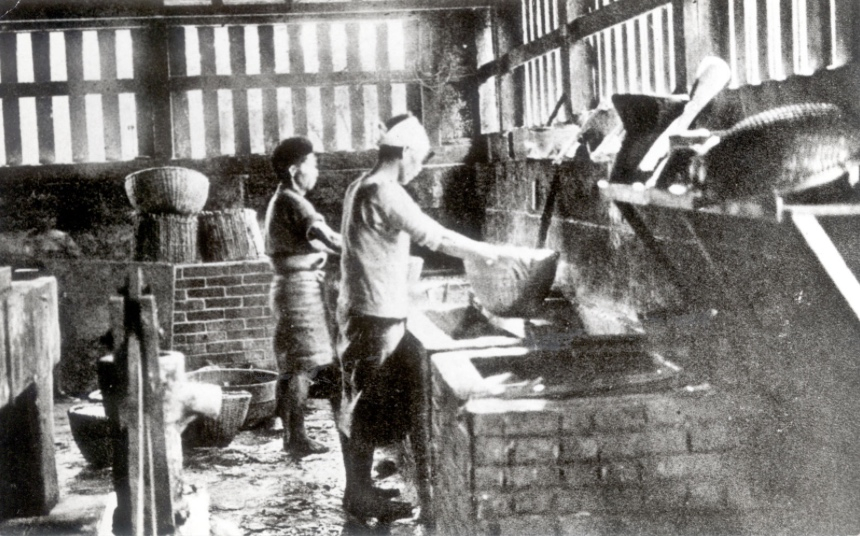
精米を洗浄し、蒸し、コウジにする

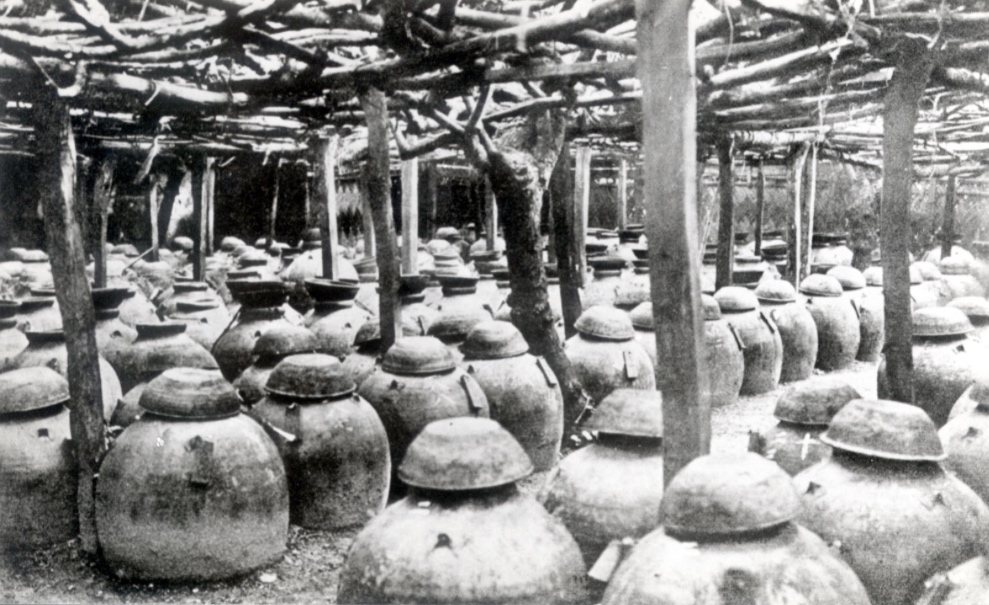
もろみ甕

米を原料として、黒麹菌（アワモリコウジカビ）を用いた米麹である黒麹によってデンプンを糖化し、出芽酵母でアルコール発酵させたもろみを一度だけ蒸留する。黒麹菌は沖縄県産のもので他の麹菌に比べて雑菌による腐敗を防ぎやすい。
原料の米は主にタイ産インディカ米の砕米が用いられる。タイ米は黒麹菌が菌糸を伸ばしやすく、アルコール発酵で温度管理がしやすいという利点がある。一方、地産地消の動きに伴って県内産のジャポニカ米を使ったものも生産されている。また、沖縄県産米による泡盛づくりをめざす「琉球泡盛テロワールプロジェクト」も進められている。
また、蒸留酒とともに伝わった酒甕（サキガーミ）は古酒の製造に欠かせないものになっている。
2024年には「伝統的酒造り」がUNESCO無形文化遺産に登録された。

### 酒税法上の分類
酒税法（第3条）上では単式蒸留焼酎（旧焼酎乙類）に分類される。政令ならびに財務省令によると、単式蒸留焼酎の内、「米こうじ（黒こうじ菌を用いたものに限る。）及び水を原料として発酵させたアルコール含有物を単式蒸留器により蒸留したもの（水以外の物品を加えたものを除く。）」については、酒類の種類（品目）の表示を「泡盛」とすることができるものとされている。
なお、酒税法で単式蒸留焼酎（旧焼酎乙類）のアルコール分は15℃下の容積比で45%以下と定められているため、蒸留された原酒のアルコール分が46%以上の場合は加水して調整する必要がある。与那国島（与那国町）に特例で製造が認められているアルコール度数60%の銘柄（花酒と呼ぶ）は酒税法上「原料用アルコール」となる。花酒には国泉泡盛の「どなん」、崎元酒造所の「与那国」、入波平酒造の「舞富名」（まいふな）の3銘柄があり、皿に広げるとアルコールが揮発し、着火すると容易に火がつく。花酒は法令上「泡盛」と表示することができなかったが、2020年の財務省令改正により、アルコール分45度以下のもの同様「泡盛」の表示が認められることとなった。

### 古酒
泡盛を寝かせると、アルコールの刺激が和らぎ、こくや独特の香気が出てうまくなるので、古酒（クース）と称して珍重される。一般的には、10年程度までは貯蔵期間が長いほど上質になるとされる。また、仕次ぎという減った量やアルコール分を注ぎ足す手法で、さらに長期間品質を劣化させることなく熟成させることも行われている。かつては琉球王朝時代に仕込みがなされた200年物や300年物が存在したとされるが、それらは沖縄戦によりほとんどが失われ、今では首里の識名酒造に貯蔵された150年物の古酒が現存するのみである（販売されることはない）。

#### 公正競争規約
1983年に『泡盛の表示に関する公正競争規約』が作成され、「全量を3年以上貯蔵したもの又は仕次ぎしたもので、3年以上貯蔵した泡盛が仕次ぎ後の泡盛の総量の50パーセントを超えるもの」に「古酒」の表示が認められた。
その後、本土（九州以北）並み課税を見込み、一般酒の価格競争力がなくなったとしても単価の高い古酒で対応すべく、古酒の基準を厳格化して品質向上を目指す機運が生じた結果、2004年6月から、沖縄県酒造組合連合会により自主基準が導入された。この基準では、「10年古酒」と表示することができるのは、10年古酒100パーセント、ブレンド古酒の場合は原酒には最低10年を経た古酒を使用したものである。ブレンド古酒の場合は、「5年50パーセント、3年50パーセント」などのブレンド比率の表示も可能である。
2012年に古酒の不当表示が明らかになったことを受けて、2013年10月10日に『泡盛の表示に関する公正競争規約』が改正され、2015年8月1日から適用された。改正規約では、自主基準と同様に、「古酒」は「泡盛を3年以上貯蔵したもの」と定められ、「全量が古酒であるもの」のみに「古酒」の表示が認められた。年数表示については、「当該年数以上貯蔵したものとする。異なる貯蔵年数の古酒を混和した場合は、その割合に関わらず、最も貯蔵年数の少ない古酒の年数を表示する。貯蔵年数の年数未満は切り捨てて表示するものとする。」とされ、混和酒の場合は、「古酒を10パーセント以上混和したもので、かつ混和割合を表示しなければ混和酒である旨を表示してはならない。」とされている。つまり、年数を表示する場合には、全量が表示年数以上貯蔵されたものではなければならず、例えば、全量が5年貯蔵酒か、5年貯蔵酒に5年以上貯蔵した古酒をブレンドしたものでなければ、「5年」を名乗ることはできない。また、ブレンド古酒の場合には、最も貯蔵年数が若いものの年数を表示しなければならず、例えば、10年貯蔵酒に少量でも3年貯蔵酒がブレンドされていれば、「3年」の表示しか認められない。一般酒に古酒を10パーセント以上のブレンドする場合には、「混和酒」又は「ブレンド酒」の表記が認められるが、この場合にも、混合割合を表記しなくてはならない。
なお、古酒の表示に代えて、クース又は貯蔵酒若しくは熟成酒と表示することができる。

#### 貯蔵による熟成
伝統的には、一定期間に一本ずつ、選び出した泡盛で満たした南蛮甕を貯蔵し（順に親酒、二番手、三番手……と呼ばれる）、ある程度年数が経ったところで、最も古い酒である親酒を掘り出し、きき酒を行った上で慶事等の際飲用に供される。「親酒」を飲んだり、甕から浸み出したりして減った分は、その分だけ親酒に二番手を、二番手に三番手を…というように順次新しいものを古いものへ補充し、最後に最高の番手の甕に新しい酒を補充する。この方法を仕次ぎ（しつぎ）という。古くなるとアルコール分が減り、腐敗する場合もあるため、仕次ぎを行うことは品質保持の上でも非常に重要である。最低でも、甕を3個用意し、三番手まで作るのが望ましいとされる。
多くの酒造所で、様々な方法で貯蔵されているが、現在、効率性の観点から多く採用されている貯蔵方法はステンレスタンク貯蔵である。泡盛は瓶詰めされたものを寝かせても熟成が進み古酒化するとされているが、瓶、ステンレスタンク、ホーロータンク、甕、樽と異なる容器で熟成された古酒は風味が異なる。先に挙げた方法ほどアルコールの減少が少なく、泡盛本来のクリアな風味となり、後者になるほどアルコールが揮発して丸くなりやすく、容器から溶出した成分のため複雑な風味となるといわれている。
瓶内でも熟成されると考えられているため、家庭でも新酒をそのまま寝かせることにより古酒にすることも可能である。かつては本土に出荷した泡盛の売れ残りが送り返されることがあり、製造業者は古酒になっているため喜んで引き取っていた。本土の業者にも熟成のことが知れ渡ると、売れ残りが送り返されることがなくなったという。現在の紙パック製品も、焼酎類ようのものにはアルミニウム箔の層が入っていて、気密性、遮光性が高いため、未開封のまま数年間置くことで熟成は進められる。

#### 問題
古酒は、利益を出すまでに年月がかかるため、企業にとってはハイリスク商品である。また、泡盛業界は零細事業所が多いため信用力が低く、必ずしも思った利益が出るとは限らない長期事業に銀行など金融機関が貸し渋りする傾向がある。そのため、損益確定が早い一般酒に力を入れる動きが泡盛業界には多い。
こうした条件に対応するため、1976年より沖縄県酒造協同組合が各酒造場の生産する泡盛の原酒を仕入れ、ブレンドした後、長期貯蔵により古酒として出荷する事業を行っている。同組合には沖縄県内全46場が参加している。また、近年の法整備により貯蔵中の泡盛を担保とする融資制度が、2007年に沖縄振興開発金融公庫より開始された。
沖縄県内産以外であっても、規約に沿った材料・製法を踏襲すれば「泡盛」や「クース」の表示ができることを利用し、人件費や地価が安い国で製造し、年数を要する貯蔵まで現地で行おうとする動きも見られる。例えば、久米仙酒造は1994年に中国内モンゴル自治区ウランホト市に工場を建設し、1995年に内モンゴル産泡盛、1999年に内モンゴル産古酒を発売している。
また、一般の泡盛の不良在庫の分を「古酒」として売ることも出来る。この場合、保存状態により品質にばらつきが出るため、味の調整をしてブレンド古酒として商品になる。
2012年3月には、泡盛古酒の不当表示が行われていたことに対し、日本酒造組合中央会（東京）から沖縄県内の9社に違反行為の排除などを求める警告や指導の処分が出されていたことが明らかになった。

## 飲み方

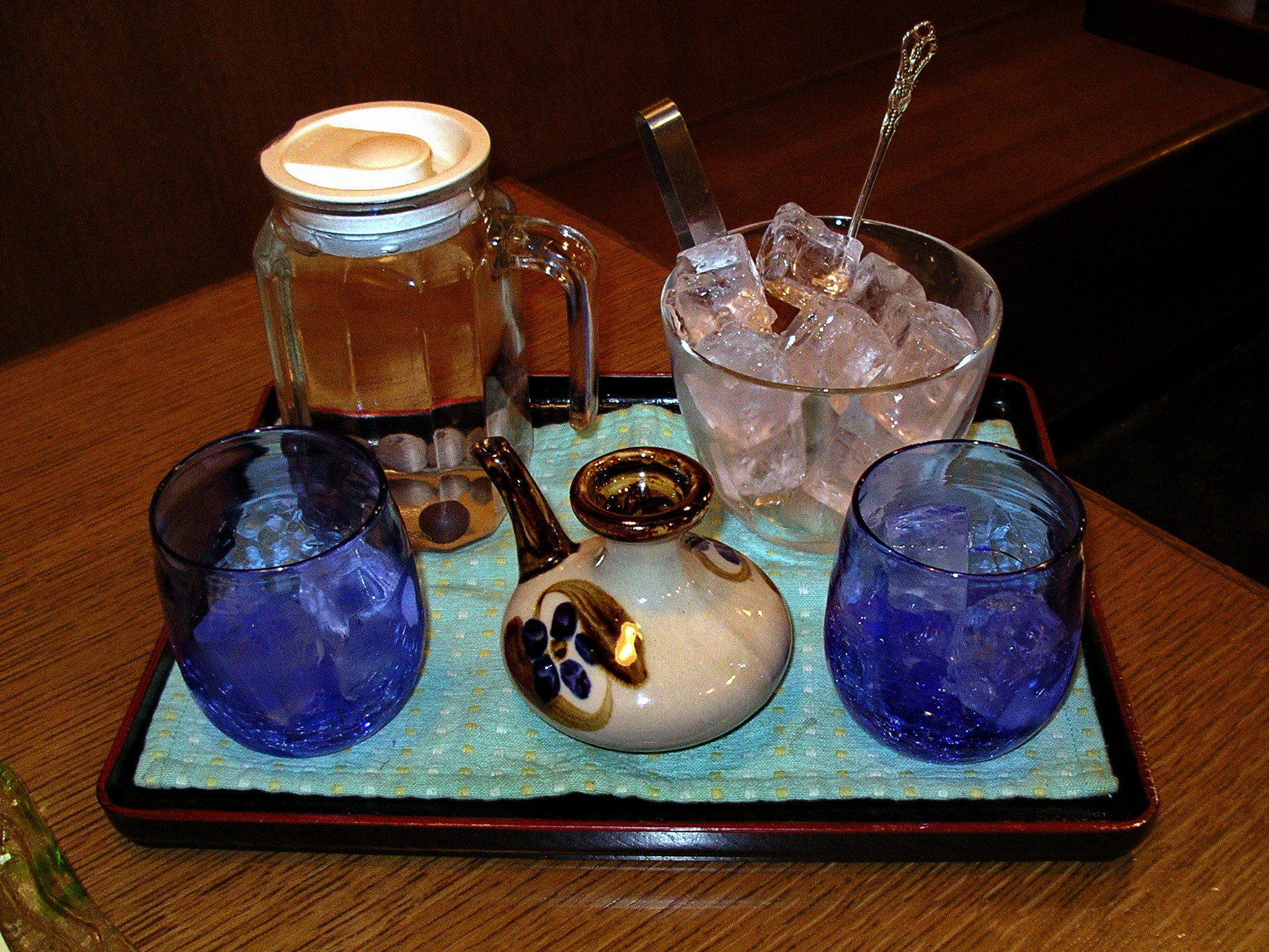
カラカラに入った泡盛と水割り用のグラス、水、氷

泡盛は蒸留酒で、アルコール度数が40度を超える高いものから、そのまま飲むことを前提に水割りされた12度程度のものまで市販されているため、幅広い飲み方が楽しめる。ストレート、オン・ザ・ロック、水割り、お湯割り、炭酸割り（ソーダ割り）などのほか、地元では烏龍茶割り、コーヒー割り、牛乳割りも行われる。また沖縄特産品を使用したシークヮーサー果汁割りやウコン割りなどでも飲まれ、また、カクテルベースとしても用いられて、様々なレシピのカクテルが考案されている（別項参照）。
一般的な飲み方は水割りであるが、熟成された古酒をより深く味わうのならストレートということになる。この場合、猪口と泡盛用の伝統的な酒器であるカラカラ（多くは壺屋焼だが、ガラス製のこともある）が使われる場合が多い。また、水割りなどの時は琉球ガラスのグラスがよく使われる。

### 泡盛ベースのカクテル
カクテルの開発・提供などの活動を行う「泡盛マイスター協会」が組織されている。 
- 響（とよみ）
- 美南海
- 琉神
- オキナワン・ブリーズ
- ヒカンザクラ
- 黄金の花
- A-signカクテル
- ハイビスカス
- 琉華
- サンド・スター
- 琉宮
- パイナップル・ドール
- リーフ・ライン
- ティーダ
- 琉海
- 守礼
- サザンコール
- 万音（マノン）
- アイランダー
- ゴーヤーカクテル
- ピンクシーサー
- 花織（はなうい）
- 琉波
- アワモリ・コーク
- アワモリ・トニック
- 泡盛マルガリータ
- フローズン泡盛ダイキリ
- 泡盛サンライズ
- さくら
- レキオ
- うりずん
- 琉球シンドローム
- スカーレット・トゥインクル
- ニライカナイ
- 琉美
- みやらび
- サザン・アイランド・オキナワ
- アスール・プラージャ

など多数

### 泡盛用の酒器

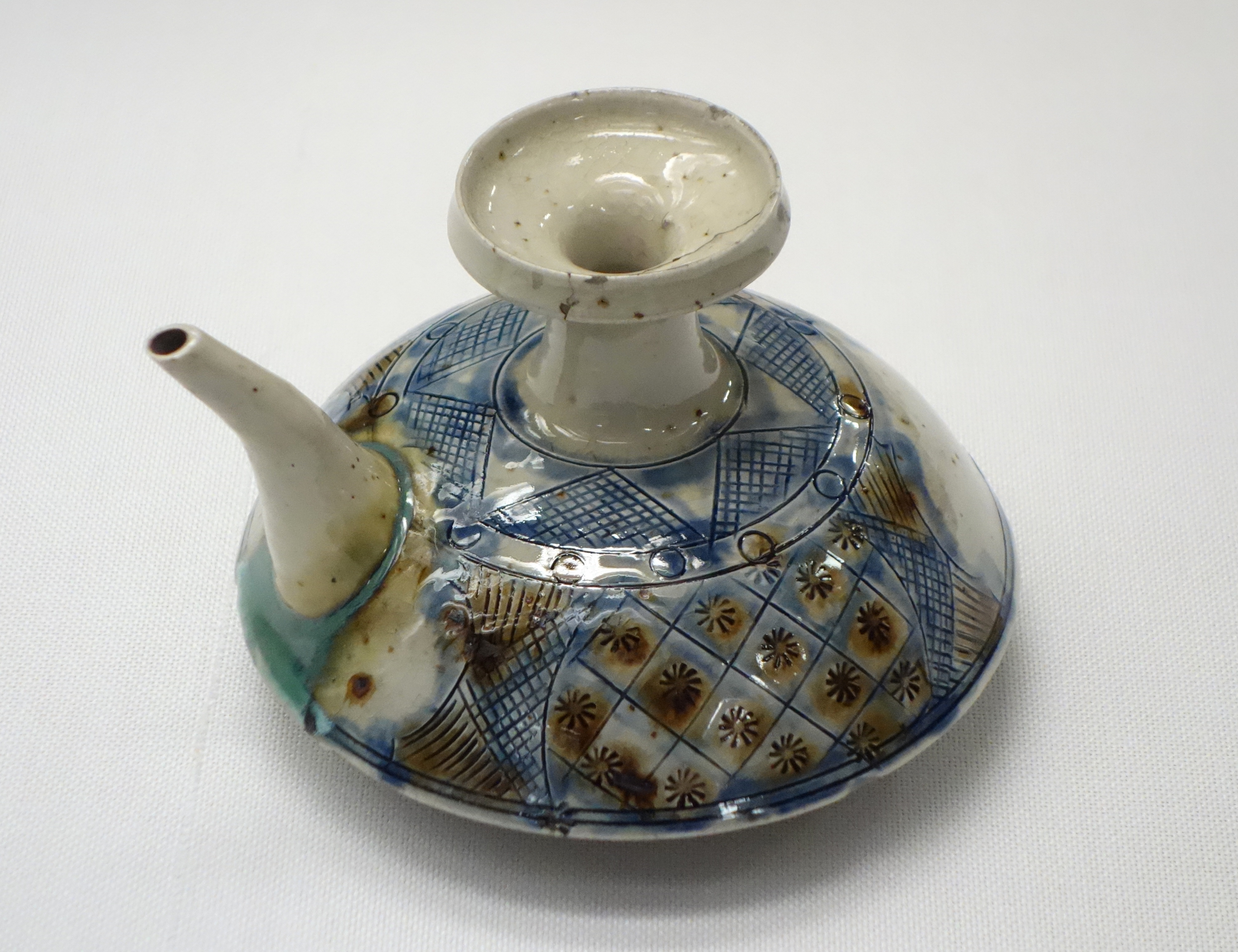
壺屋焼のカラカラ
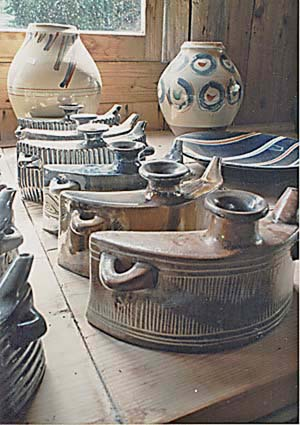
抱瓶
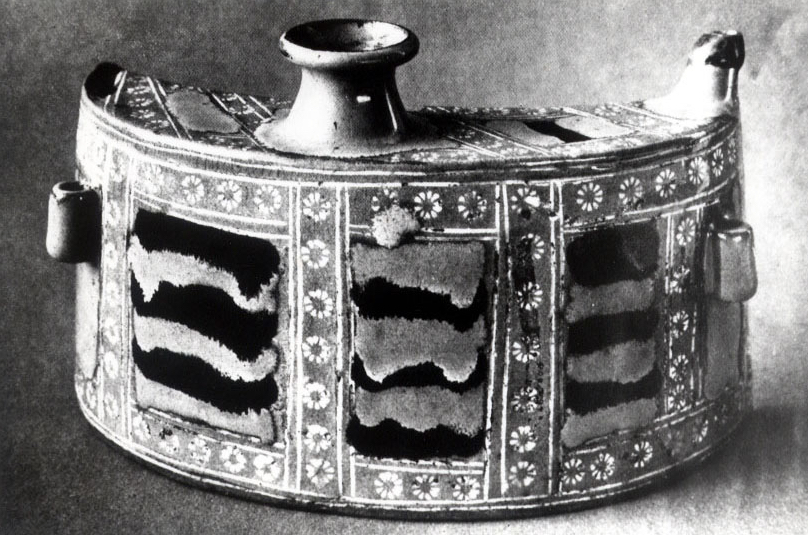
象嵌抱瓶
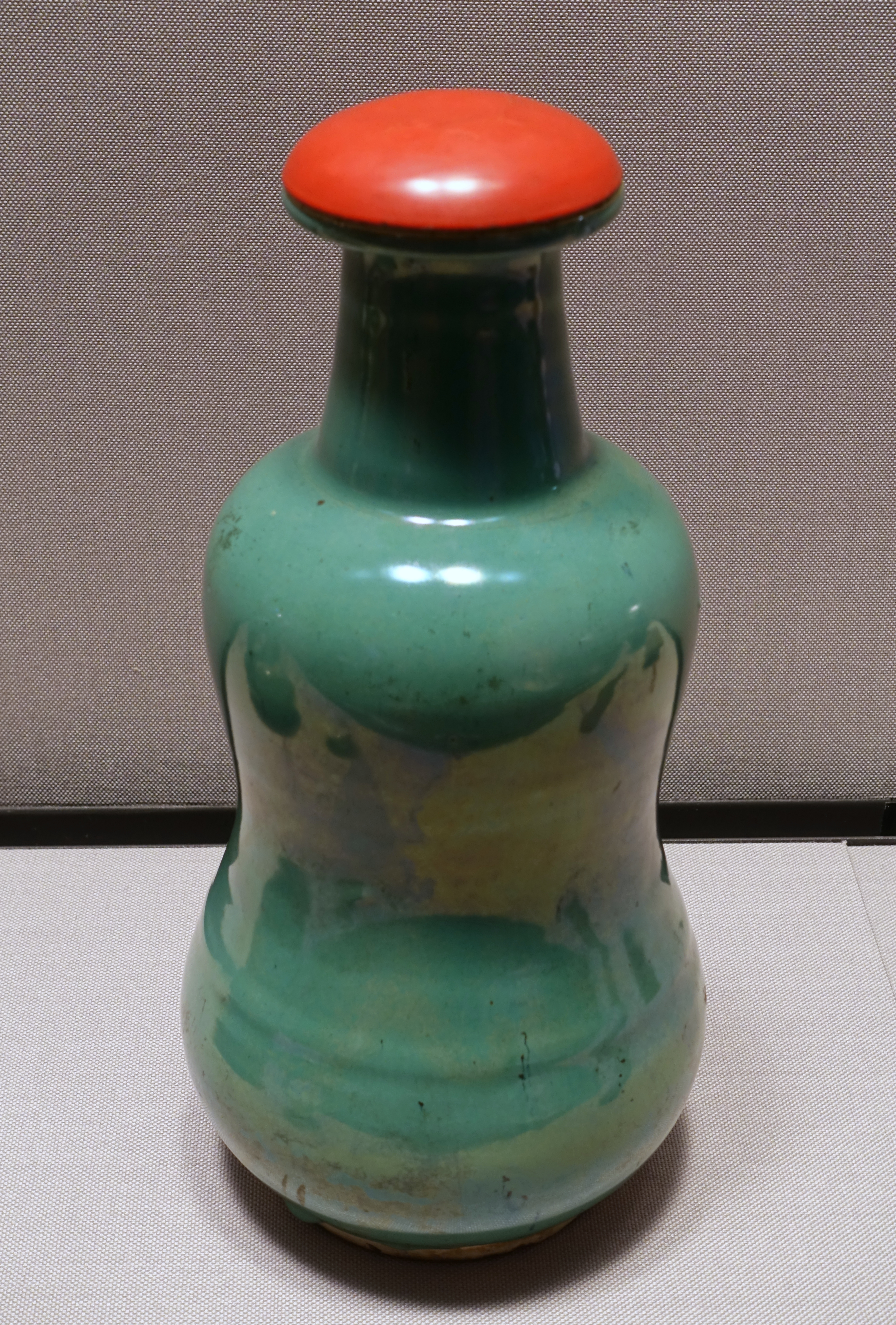
壺屋焼の居瓶（嘉瓶）

カラカラ
注ぎ口の付いた扁平な形の泡盛用徳利。壺屋焼のものが多い。中身が空の時に振ると音のする玉入りのものもある。
酒チューカー（サキチューカー）
取っ手と蓋のついた扁平な土瓶型の酒器。鹿児島のものとは異なり耐熱性はなく、取っ手まで一体で作られた共手のものが多い。
抱瓶（ダチビン）
もともとは泡盛を携行するための注ぎ口がついた水筒。おおむね四角いが紐を通して肩にかけるため体に沿うよう湾曲した形（上から見ると三日月型）になっている。現在では実用品というより、置物や壁掛け、花器として用いられることが多い。
嘉瓶（ユシビン）
琉球王朝時代から使われているお祝いの際の贈答用容器（酒器）。中ほどがくびれたヒョウタン型で、首が長い徳利。過去の慣習では、贈るのは中身の泡盛だけであり、器自体は後とで返却してもらうリターナブル瓶形式であった。そのため家紋が入ったものもある。
渡名喜瓶（トナキビン）
神事の際のお供え用酒器。形は嘉瓶に似ている。名前は渡名喜島に由来する。この形のものが最初に渡名喜島から壺屋に注文されたからとか、水平にした時の断面が渡名喜島に似ているからといった説がある。
鬼の手（鬼の腕、ウニヌティ）
泡盛保管用の縦長の甕。荒焼き（素焼き）で、鬼の手に似ていることから名付けられた。通常は一升以上入る大きなもの。ガラスビンが普及する前はこれに入れて小売りされていた。
- 壺屋焼のカラカラ
- 抱瓶
- 象嵌抱瓶
- 壺屋焼の居瓶（嘉瓶）

### 沖縄料理での利用
泡盛は酒として味わうほか、沖縄料理の料理酒や調味料としても利用される。泡盛に島唐辛子を漬け込んで辛味を引き出した調味料がコーレーグスである。なお、「コーレーグス」は本来は唐辛子の意味である。
また、豆腐ようは、島豆腐を米麹、紅麹を混ぜた泡盛に漬け込み発酵熟成させた食品である。

### 副産物
製造時の副産物である酒粕（もろみかす）の一部はクエン酸を含む「もろみ酢」に加工、販売され、近年の健康ブームの中で人気を得ている。

### 民間療法
沖縄には泡盛を利用した民間療法が多数あり、泡盛による刀傷の消毒や泡盛の利尿効果について記した文献が多数残っている。

## 歴史と現状

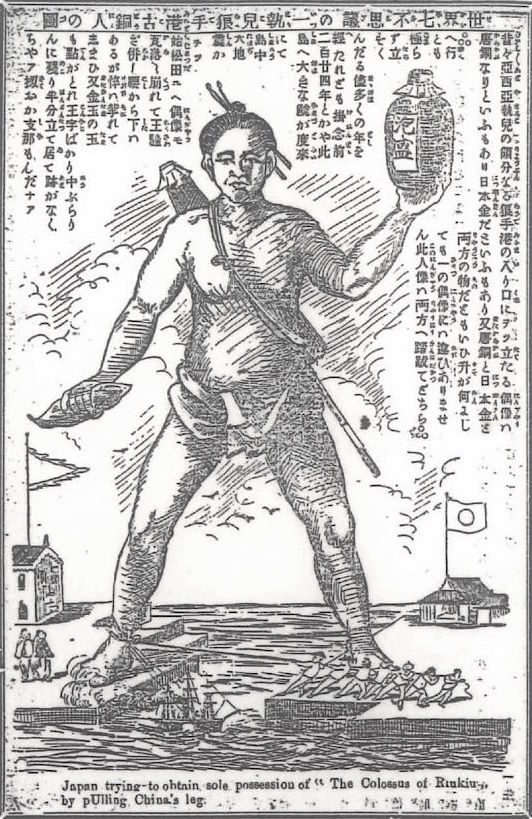
『團團珍聞』明治12年5月24日
（琉球処分）

### 歴史
酒の蒸留技術は14世紀後半から15世紀頃にシャム国（現在のタイ）から琉球に伝えられた。それとともに蒸留器、タイ米、貯蔵用の甕などがもたらされた。琉球の気候に最適な黒麹菌の導入などの改良によって、新たな蒸留酒、つまり泡盛が誕生したと考えられている。
1460年、第一尚氏王統の尚泰久王が李氏朝鮮に使者を派遣した時、朝鮮国王・世祖に天竺酒を贈っている。天竺酒の製法について、「桄榔樹の漿、焼きて酒を成す」と記されているので、サトウヤシ（桄榔）を原料としたヤシ酒（蒸留酒）、おそらくアラックのようなものだったのであろうと考えられる。
また、1478年、朝鮮漂着民が沖縄本島の那覇での見聞として、清酒、濁酒、さらに南蛮酒があり、この南蛮酒の味は、朝鮮の焼酒のようであるとの記述がある。
1534年、明からの冊封使・陳侃が琉球に赴いた時の記録『陳侃使録』に、「南蛮（南番）酒」のことが記されている。この南蛮酒は暹羅（シャム、タイ）からもたらされたものであり、醸法は中国の露酒であると記されている。
米を原料とした蒸留酒が沖縄でいつ造られるようになったのかは定かではない。東恩納寛惇が1941年の『泡盛雑考』等の論考で、タイには類似の蒸留器が見られたことから、「ラオロン」が起源ではないかと推測して以来、この説が有力である。
泡盛は、15世紀から19世紀まで、奉納品として中国と日本の権力者に献上されていた。日本へは、1609年の琉球侵攻により琉球を実質的に支配していた薩摩藩島津氏を通して江戸幕府に献上された。最も早い例としては、『徳川実紀』の慶長17年（1612年）12月26日の条及び慶長19年（1614年）7月19日の条にそれぞれ島津家久が琉球酒二壺を献じたとの記録がある。
沖縄戦では多くの酒造場が被害を受け、終戦後には原料の米も食料用すら不足する状態で泡盛の製造ができなくなり、燃料用アルコールを飲む者までいたという。
米軍統治下では酒造りは禁止されていたが、実際はイモや糖蜜、ソテツなどを原料とする密造酒が作られていた。米国軍政府は後任の酒造所の必要性を認めて1946年に官営の酒造工場（酒造廠）5か所を設置した。問題は沖縄戦の影響で各酒蔵で黒麹が消失していたことにあった。しかし、本島南部の咲元酒造（当時の名は佐久本酒造場）が焼け残っていた筵から黒麹の培養に成功し、これを各酒造場に供給したため泡盛造りも徐々に復興した。このため、咲元酒造の当時の2代目の佐久本政良は「泡盛復興の父」と呼ばれる。泡盛復興の過程で米軍が不要となり放出したビール瓶やウイスキー瓶に泡盛を詰めて販売したため、現在でもその名残で、本来540mlである3合瓶が600ml入りになっていたり、ウイスキー瓶に似た茶色の瓶に詰められていたりする泡盛が存在する。また、一部の例外を除けば前述の理由により各酒造場が同じ系統の麹を用いているため味の差異が出しにくいという問題もある。
いわゆる「アメリカ世」（ゆ）ではビールやウイスキーが普及し、一時は数百場あった泡盛の蔵元は大きく減った。
1970年代には焼酎の酒造技術が積極的に取り入れられ、国税事務所には専門の鑑定官が設置されるようになった。沖縄県酒造組合の集計によると、2017年の泡盛出荷量は前年比5.3%減の1万7709キロリットル（沖縄県内出荷が8割以上で、海外出荷は28キロリットル）。2004年のピーク（2万7688キロリットル）から13年連続の減少となった。北海道から九州まで、沖縄料理店や店舗・通信販売で泡盛が広く飲まれるようになった半面、酒類の安売り規制による値上がりや嗜好の多様化で、沖縄県内でも泡盛消費は減っている。

### 生産地
沖縄県内には47の酒造所（2018年時点）があり、泡盛の製造地域は、大きく分けて酒造組合のある6つの地域（沖縄本島の北部と中部と那覇・南部、久米島、宮古、八重山）に分けられる。なお、大東諸島は明治時代に伊豆諸島からの移民が開拓した島であるため、泡盛の製造は行われていない。各地域の酒造所は以下のとおり。
本島北部
12（伊平屋酒造所、伊是名酒造所、恩納酒造所、松藤、金武酒造、今帰仁酒造、やんばる酒造、山川酒造、ヘリオス酒造、龍泉酒造、津嘉山酒造所、咲元酒造）
本島中部
5（新里酒造、神村酒造、比嘉酒造、琉球泡盛古酒の郷、北谷長老酒造）
本島南部
12（石川酒造場、上原酒造、まさひろ酒造、宮里酒造所、久米仙酒造、津波古酒造、瑞泉酒造、識名酒造、瑞穂酒造、沖縄県酒造協同組合、神谷酒造所、忠孝酒造）
久米島
2（久米島の久米仙、米島酒造所）
宮古
6（渡久山酒造、宮の華、多良川、沖之光酒造、池間酒造、菊之露酒造）
八重山
10（仲間酒造所、請福酒造、八重泉酒造、玉那覇酒造所、高嶺酒造所、池原酒造所、波照間酒造所、国泉泡盛、崎元酒造所、入波平酒造）。
本島北部は小規模な酒造所が多く、流通量は多くない。本島中部、南部は、戦後、首里地区から移転した酒造所等もあり、比較的近代的、大規模な酒造所が多い。中心都市であり、琉球王朝の王府のあった首里地区を有する那覇市の酒造所の泡盛がよく流通している。琉球王朝時代、首里地区の首里三箇の酒造所のみ公認であったため、狭い地域に集中していた。しかし、沖縄戦で壊滅し、首里に戻って製造する蔵元は少数に留まった。
宮古諸島の酒は口当たりがよく飲みやすいものが多く人気が高い。宮古島は、酒豪が多い沖縄県でも特に酒に強い人が多いとされており、オトーリという酒の飲み方は有名である。八重山諸島の酒は離島の小規模業者により生産されていることが多いため、個性的である。
一部のメーカーが、台湾、中国内モンゴル自治区などに酒造所を所有している。
2003年から泡盛のルーツとなったタイ産もち米焼酎の南蛮古酒が、現地タイのトータイネットワーク社から販売となり話題となっている。

### 消費

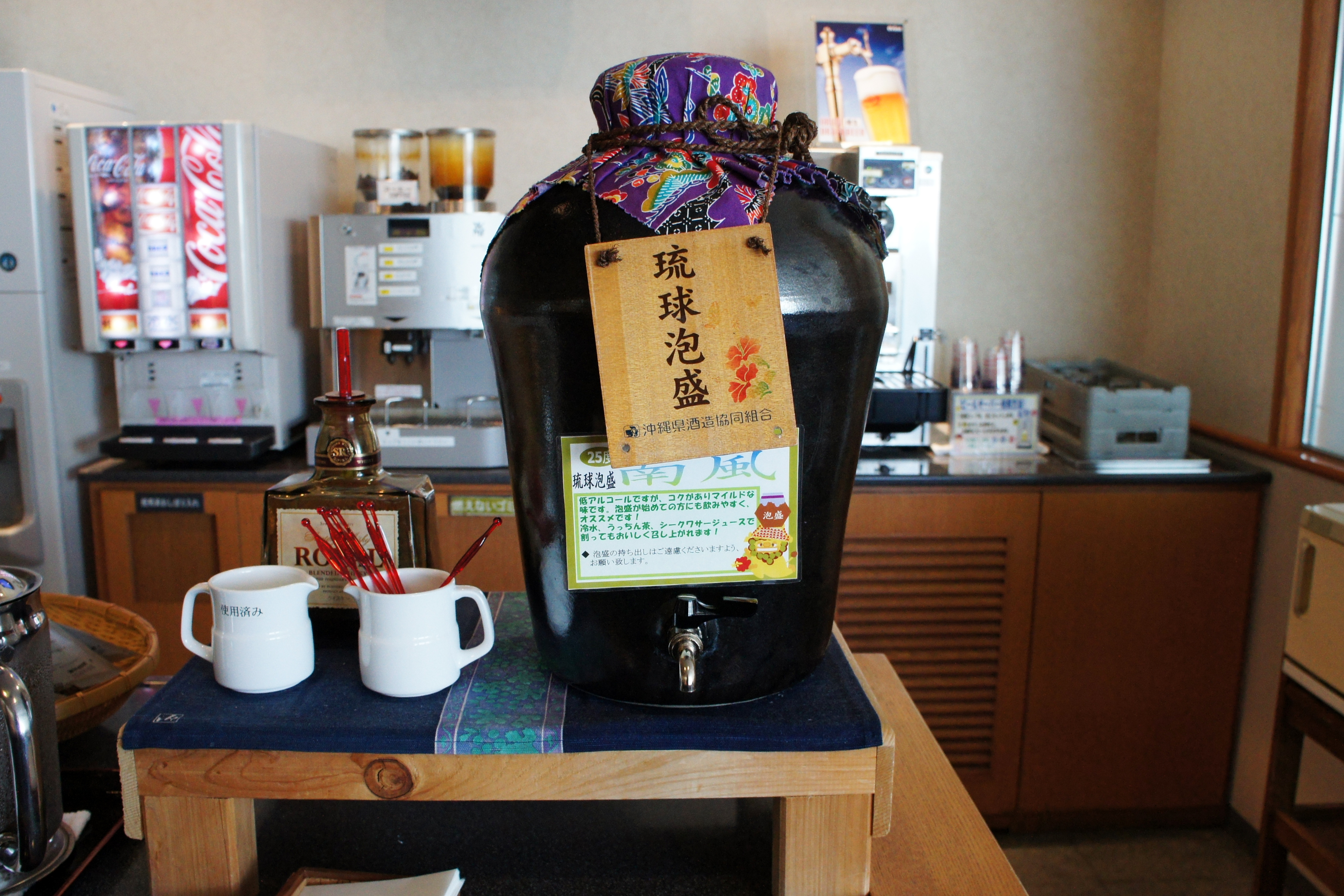
那覇空港サクララウンジの泡盛サービス

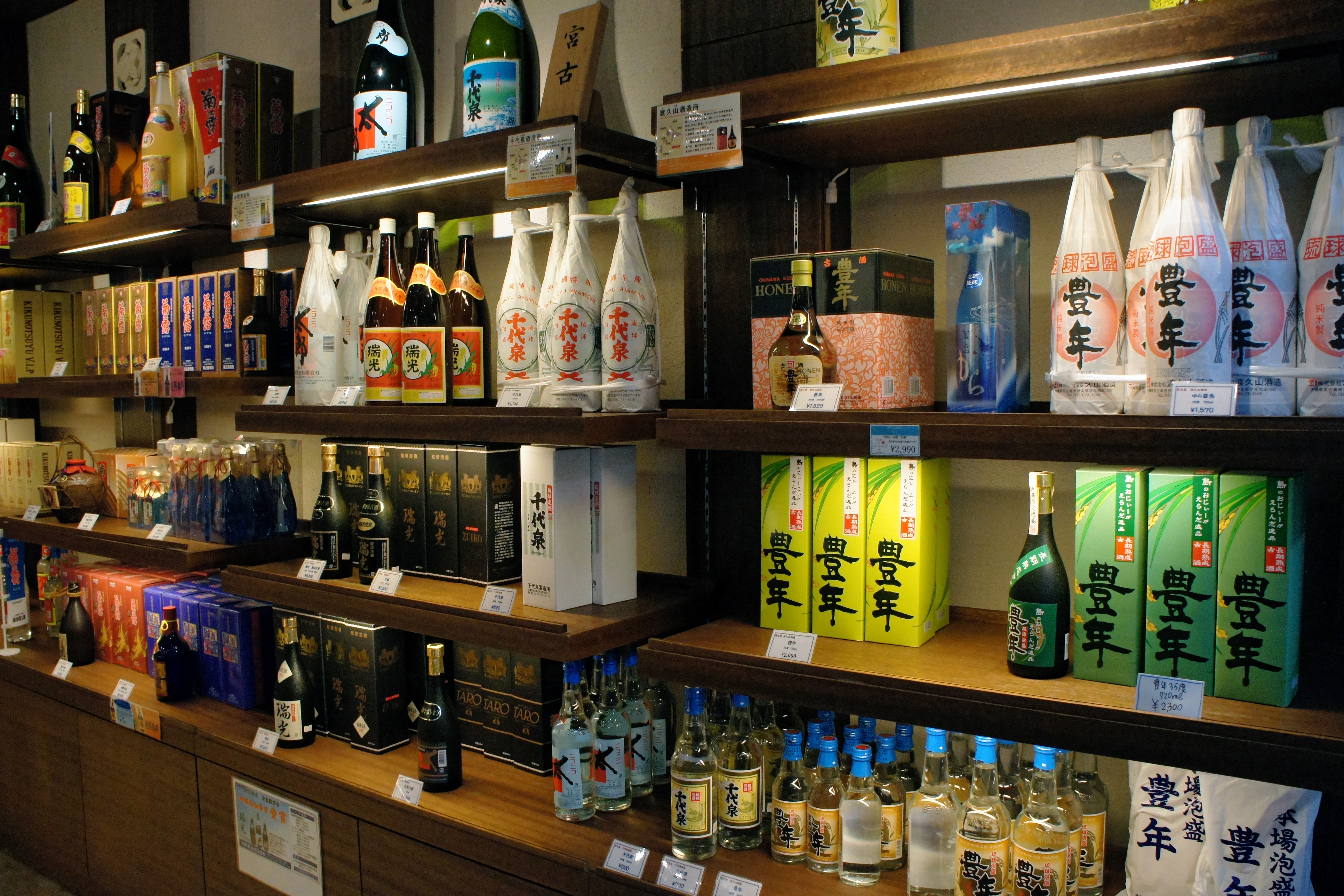
店頭に陳列された宮古島産の泡盛

消費の割合は沖縄県内が8割で他地域が2割と推定される。沖縄県内で一般に流通しているもののアルコール度数は30%であるが、県外への移出や飲みやすさを考慮して25%にしたものが多く、また、減圧蒸留で製造された軽い風味のものも増えつつある。一方、長期熟成用の原酒にはより度数の高いものも多数ある。保管中にアルコール分の揮発等により度数が低くなるためである。伝統的な古酒を造るための原酒として、ろ過を抑えた泡盛も販売されている。新酒では欠点となる成分でも、熟成中に変化して、長所となると考えられているためである。
一般には熟成が3年未満の一般酒が流通する量が多く、多くの蒸留酒で寝かせてから販売されるのが普通であることと比較すると、やや特殊な例に当たる。昭和末までは、ほとんど二合瓶、三合瓶、一升瓶で出回り、特に手頃感のある三合瓶に人気があった。三合瓶と称されているが、他の焼酎と異なり、泡盛の容量は600mlである（上記のように沖縄戦後、米軍の放出したビール瓶に泡盛を詰めて販売した名残と言われている）。
本来の三合より多い60ml分は神様またはご先祖様の分とも言われ、飲酒時に一旦氷にかけて供えてから飲む風習もある。
二合瓶、三合瓶とも無色透明のガラス製で、ビール瓶をやや寸詰まりにした形で琉球泡盛という印が刻まれたリサイクル瓶である。瓶も蓋も全銘柄共通で使われ、一升瓶と同じ柄のラベルが貼られていた。現在では、様々な形の瓶やそのまま寝かせるための甕、記念品や土産として琉球ガラスや陶器に詰められた泡盛も流通している。
原料米についてもタイや台湾などから輸入のインディカ米を使用する醸造所が大多数を占めているが、日本で育成されたインディカ米やインディカ米とジャポニカ米との雑種等の国産米を使用する動きもある。

## 酒税軽減措置と撤廃
1972年の沖縄の日本復帰の際、本土メーカーとの価格競争による酒造所の経営悪化、小売店や飲食店への経営圧迫、価格上昇による県民の負担増などを避けるため、沖縄の復帰に伴う特別措置に関する法律に基づき復帰後5年間は沖縄県産の泡盛などの酒類を県内で販売する場合に酒税を軽減する時限措置がとられることになった。当初、優遇税率は5年間の時限措置であったが、5年ごとに延長が繰り返され、一時は-15%までになったが、1990年からは-35%となった。
その後、2017年以降は従来の5年延長から2年延長とする方針が決まった。2020年度に延長する際には、沖縄振興特別措置法が2021年度末(令和4年)に期限を迎えるのに合わせるために、沖縄関係税制7項目全てが一年の延長となった。
そして2022年度の税制改正大綱で延長後、法改正により軽減措置を2024年から2032年までの9年間で段階的に廃止して通常の税率に戻していくことが決定された。
泡盛業者の中には税率の軽減措置の撤廃後も収益や経営基盤を維持するため、蒸留酒に馴染みが深い中国市場などでの販路拡大を進めている企業もある。また、ジンやラム、ウイスキーなどの洋酒の生産に挑戦する企業もある。

## 文化
沖縄では泡盛は日常だけでなく旧暦行事や祝いの席の酒にもなっている。1989年には泡盛の消費拡大のため11月1日が「泡盛の日」に制定された。また、9月4日は「古酒（クースー）の日」に制定されている。